# Allium karelinii
Allium karelinii là một loài thực vật có hoa trong họ Amaryllidaceae. Loài này được Poljakov mô tả khoa học đầu tiên năm 1950.